# Mombaruzzo
Mombaruzzo – miejscowość i gmina we Włoszech, w regionie Piemont, w prowincji Asti.
Według danych na styczeń 2009 gminę zamieszkiwało 1137 osób przy gęstości zaludnienia 51,4 os./1 km².